# Fujiwara no Tamesuke
Fujiwara no Tamesuke (藤原為輔, [[[920]] – 986] Erro: {{japonês}}: texto da transliteração contém caractere não latino (pos 17) (ajuda)) ,  membro da Corte durante o Período Heian da História do Japão.

## Vida
Este membro do Ramo Kanjūji  do Clã Fujiwara era filho de Fujiwara no Asayori.

## Carreira
Serviu os seguintes imperadores: Suzaku (945 até 946) , Murakami (946 até 967), Reizei (967 até 969), En'yu (969 até 984), Kazan (984 até 986) e Ichijo (986).
Iniciou sua carreira em 945 quando foi trabalhar no Kurōdodokoro (um órgão criado para cuidar dos arquivos do imperador e documentos imperiais bem como atender as várias necessidades pessoais do soberano) durante o reinado do Imperador Suzaku, em 946 quando Suzako abdica Tamesuke é transferido para o Insei (escritório do imperador aposentado) deste.
Em 948 Tamesuke tornou-se Kokushi provisório da Província de Buzen até 955 quando passa a exercer o cargo em Tamba, Yamashiro e  Yamato até 967.
Em 969 ocupou o cargo de Uchuben (controlador intermediário do gabinete do Udaijin) e logo após o de Sachūben (controlador intermediário do gabinete do Sadaijin).
Em 3 de janeiro de 976 Tamesuke é nomeado Sangi, com esse status passa a trabalhar como Kageyushi (Auditor) na Província de Kii . Em 979 se tornou Kokushi na Província de Mino e em 985 ocupou o mesmo cargo na Província de Harima.
Em 986 no final do reinado do Imperador Kazan, Tamesuke foi promovido a Chūnagon, mas neste mesmo ano feio a falecer aos 66 anos de idade.
Tamesuke  também era conhecido como Chūnagon Kanrotera e Matsuzaki Sochi.
| Precedido por Fujiwara no Asayori | -- 5º Líder dos Kanjūji Fujiwara | Sucedido por Fujiwara Nobutaka    |
| Precedido por Fujiwara Motosuke   | Kokushi de Mino 979 - 984        | Sucedido por Fujiwara no Sanesuke |
| Precedido por Minamoto Tsutomu    | Kokushi de Harima 985 - 986      | Sucedido por Minamoto Tadashi     |